# Charli D'Amelio
Charli Grace D'Amelio, född 1 maj 2004 i Norwalk i Connecticut, är en amerikansk Tiktok-kändis och dansare. Hon var tävlingsdansare i över 10 år innan hon började sin karriär på sociala medier. Hon började aktivt lägga upp innehåll i appen Tiktok i slutet av 2019.
Charli D'Amelio startade sitt konto på Tiktok i juni 2019. I december 2020 hade hon över 102 miljoner följare där. På Instagram har hon 35,1 miljoner följare. Hon är den första personen som fått både 50 miljoner och 100 miljoner följare på Tiktok och var den näst mest inkomstbringande Tiktok-personligheten år 2019 enligt Forbes.

## Karriär
D'Amelios karriär började på Tiktok sommaren 2019, då hon laddade upp dansvideor till trendiga låtar på plattformen. Hennes första TikTok var en läppsynkad video med en vän. I januari 2020 rekryterades D'Amelio av talangbyrån UTA. Hon förekom i en Super Bowl-reklam för Sabra Hummus tillsammans med andra kändisar. Hon blev inbjuden att delta i Super Bowl LIV och träffade Jennifer Lopez för att skapa TikTok-utmaningen "J Lo Super Bowl Challenge." I maj 2020 kallade Hollywood Reporter henne TikToks "största stjärna".
Forbes publicerade en rapport i augusti 2020 som avslöjade att D'Amelio tjänade 4 miljoner dollar året genom sina många sponsoravtal och merchandise, vilket gör henne till den näst mest inkomstbringande Tiktok-personligheten bakom Addison Rae. I november 2020 blev D'Amelio den första personen att få 100 miljoner följare på Tiktok. År 2022 var hon den som drog in mest pengar på Tiktok, 170 miljoner kronor, samtidigt som 137 miljoner personer följde henne på appen.
År 2021 medverkade D'Amelio tillsammans med sin familj i Hulu-serien The D'Amelio Show, som hade premiär den 3 september.

## Privatliv
Charli D'Amelios närmaste familj är hennes far Marc D'Amelio som är politiker, hennes mor Heidi D'Amelio, och hennes syster Dixie D'Amelio. D'Amelio har sagt att hon lider av en ätstörning.